# Корхі
Корхі (груз. კორხი) — село в Грузії.
За даними перепису населення 2014 року в селі проживає 446 осіб.